# Ендіка Бордас
Ендіка Бордас Лосада (ісп. Endika Bordas Losada; нар. 8 березня 1982, Бермео, Іспанія) — іспанський футболіст та тренер, виступав на позиції півзахисника.

## Кар'єра гравця
Вихованець «Атлетік Більбао кантера». У 2001 році дебютував за «Більбао Атлетік», а в 2003 році став частиною першої команди. У Прімера Дивізіоні дебютував 3 вересня 2003 року в програному (0:2) матчі проти «Депортіво».
У 2005 році на півсезону перейшов в оренду до «Терасси». У сезоні 2005/06 років повернувся до «Атлетіка», хоча через сезон перейшов до каталонського клубу «Оспіталет», який грав у групі III Сегунда Дивізіону Б. Проте в середині сезону 2006/07 років підписав контракт з лідером групи IV, «Кордовою».
У липні 2009 року підписав контракт з «Саламанкою». Отримав серйозну травму коліна під час заключного етапу сезону 2010/11 років, за декілька місяців до закінчення терміну дії контракту. Керівництво клубу повідомили йому, що не будуть продовжувати угоду, але запропонували йому продовжити лікування в «Саламанці» та тренуватися з командою, щоб побачити, як розвивається процес одужання від травми, і, залежно від його розвитку, мати можливість підписати новий контракт з гравцем. Остаточно залишив клуб наприкінці січня 2012 року.
У сезоні 2012/13 років підписав контракт із клубом Терсера Дивізіону «Бермео», командою зі свого рідного міста, але після завершення сезону та обговорення нової угоди з клубом, в середині сезону підписав контракт із «Локомотивом» (Тбілісі).
Влітку 2013 року підписав контракт з представником Сегунда Дивізіону Б «Аморебієта». По завершенні двох сезонів у синій футболці підписав контракт із «Гернікою», який завершив кар’єру в 2017 році після численних травм протягом попереднього сезону.

## Кар'єра тренера
Після завершення кар'єри увійшов до керівництва клубу «Герніки», а також виконував обов'язки другого тренера у штабі Хабі Луасеса. Влітку 2018 року приєднався до «Аренас Клуб Гечо», де асистував Хабі Луасесу. Зрештою, 2 квітня, після звільнення Хабі Луасеса, зайняв посаду головного тренера клубу. 19 травня, здобувши перемогу в останньому турі чемпіонату, «Аренас» зуміли залишитися в Сегунда Дивізіоні Б. Напередодні старту наступного сезону повернувся на посаду помічника головного тренера клубу «Аренас» Хав’єра Олайзоли.
У листопаді 2020 року зайняв тренерський місток «Ронди».

## Статистика тренера
Станом на 19 травня 2019
| Команда            | Нац.    | З             | По             | Досягнення | Досягнення | Досягнення | Досягнення | Досягнення | Досягнення | Досягнення | Досягнення | Пос |
| Команда            | Нац.    | З             | По             | Іг         | В          | Н          | П          | ЗМ         | ПМ         | РМ         | % перемог  | Пос |
| ------------------ | ------- | ------------- | -------------- | ---------- | ---------- | ---------- | ---------- | ---------- | ---------- | ---------- | ---------- | --- |
| «Аренас Клуб Гечо» | Іспанія | 2 квітня 2019 | 13 червня 2019 | 7          | 2          | 3          | 2          | 10         | 9          | +1         | 28,57      |     |
| Загалом            | Загалом | Загалом       | Загалом        | 7          | 2          | 3          | 2          | 10         | 9          | —          | 28,57      | —   |